# Neocoelidia verecunda
Neocoelidia verecunda är en insektsart som beskrevs av Fowler 1900. Neocoelidia verecunda ingår i släktet Neocoelidia och familjen dvärgstritar. Inga underarter finns listade i Catalogue of Life.